# Orcs Must Die!
Orcs Must Die! est un jeu vidéo de stratégie de type tower defense basé sur l'univers des orcs, développé et édité par Robot Entertainment.

## Synopsis
Des orcs veulent détruire le monde des humains et pour cela ils utilisent des portails qui relient les deux mondes. Un mage de guerre protège ces portails contre l'invasion des orcs mais meurt d'une chute sur une flaque de sang de Kobold. C'est donc à son apprenti de protéger les forteresses contenant les portails et le monde des humains. Il aura à sa disposition des pièges, des sorts de magie, une épée et une arbalète.

## Suites
Orcs Must Die! 2 sort en juillet 2012 sur Windows, sous le même format que le premier opus. Orcs Must Die! Unchained sort en 2017 sur Windows et PlayStation 4. Contrairement aux précédents c'est un jeu multijoueur, mais les serveurs sont fermés en avril 2019.
Orcs Must Die! 3 a été annoncé pour l'été 2020, uniquement sur Google Stadia dans un premier temps.

## Pages externes
- (en) Site officiel